# 大久保教近
大久保教近（おおくぼ のりちか、寛保元年（1741年） - 寛政12年閏4月29日（1800年6月21日））は、江戸時代中期の旗本。荻野山中藩の分家で3000石を領した。通称は式部。官職は遠江守。父は大久保教平。室は松浦到の娘。子は大久保教翅（長男、大久保教倫の養子、荻野山中藩主）、江七兵衛教富（次男）、女（伊奈忠盈室）。
天明8年（1788年）9月28日、甲府勤番支配となる。子孫は、教富、教文、教徳、教愛と続いて、明治維新に至る。